# Joris Rühl

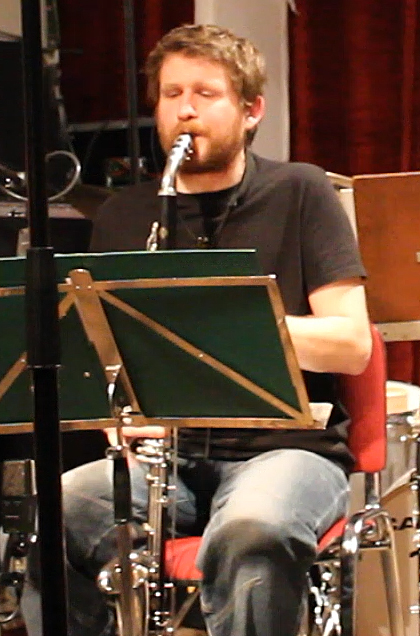
Joris Rühl beim New Jazz Festival 2012 im Loft (Köln)

Joris Rühl (* 29. September 1982) ist ein französischer Jazz- und Improvisationsmusiker (Klarinetten) und Komponist.

## Leben und Wirken
Rühl, der einen deutschen Vater und eine französische Mutter hat, studierte Klarinette bei Jacques Di Donato am Conservatoire national supérieur de musique et de danse in Lyon. Er spielte seitdem u. a. mit Lê Quan Ninh, Michel Doneda, Kim Myhr, Eivind Lønning, Eric Carlsson, Clare Cooper, Emmanuel Scarpa, Nils Ostendorf, Anthony Pateras, Joel Grip und Eve Risser. Ferner arbeitete er mit der Tänzerin Bérengère Valour, mit der er auf der Art 02 im Pariser Grand Palais auftrat, sowie mit den Komponisten Michael Jarell, Daniel D’Adamo, Malika Kishino und Karl Naëgelen.
Rühl arbeitete außerdem in Deutschland in Carl Ludwig Hübschs Formationen Drift und hübsch acht sowie in Projekten von Thomas Lehn, Norbert Stein und Achim Tang, mit dem er 2011 auf dem moers festival auftrat. Stein holte ihn auch ins Kölner James Choice Orchestra; auch war er Mitglied des Trios Facet (mit Adrian Myhr und Maciej Śledziecki). Zu hören ist er auch auf Simon Rummels Album Singinging (2023). Rühl, der in Paris lebt, komponierte außerdem die Titelmusik zu dem Film Le blues du rocker (2009, Regie: Jonathan Lennuyeux-Comnène).

## Diskografische Hinweise
- Facet: Conscious Mental Field Recordings (Satelita Musikverlag, 2010)
- OBLIQ & Christof Kurzmann / Eve Risser & Joris Ruehl – Split (Umlaut Records, 2010)
- Quatour Umlaut & Joris Rühl: Calques (2022, mit Amaryllis Billet, Anna Jalving, Fanny Paccoud, Sarah Ledoux)
- Feuilles (2023), mit Xavier Charles, Jonas Kocher, Toma Gouband